# Kernkraftwerk Remerschen

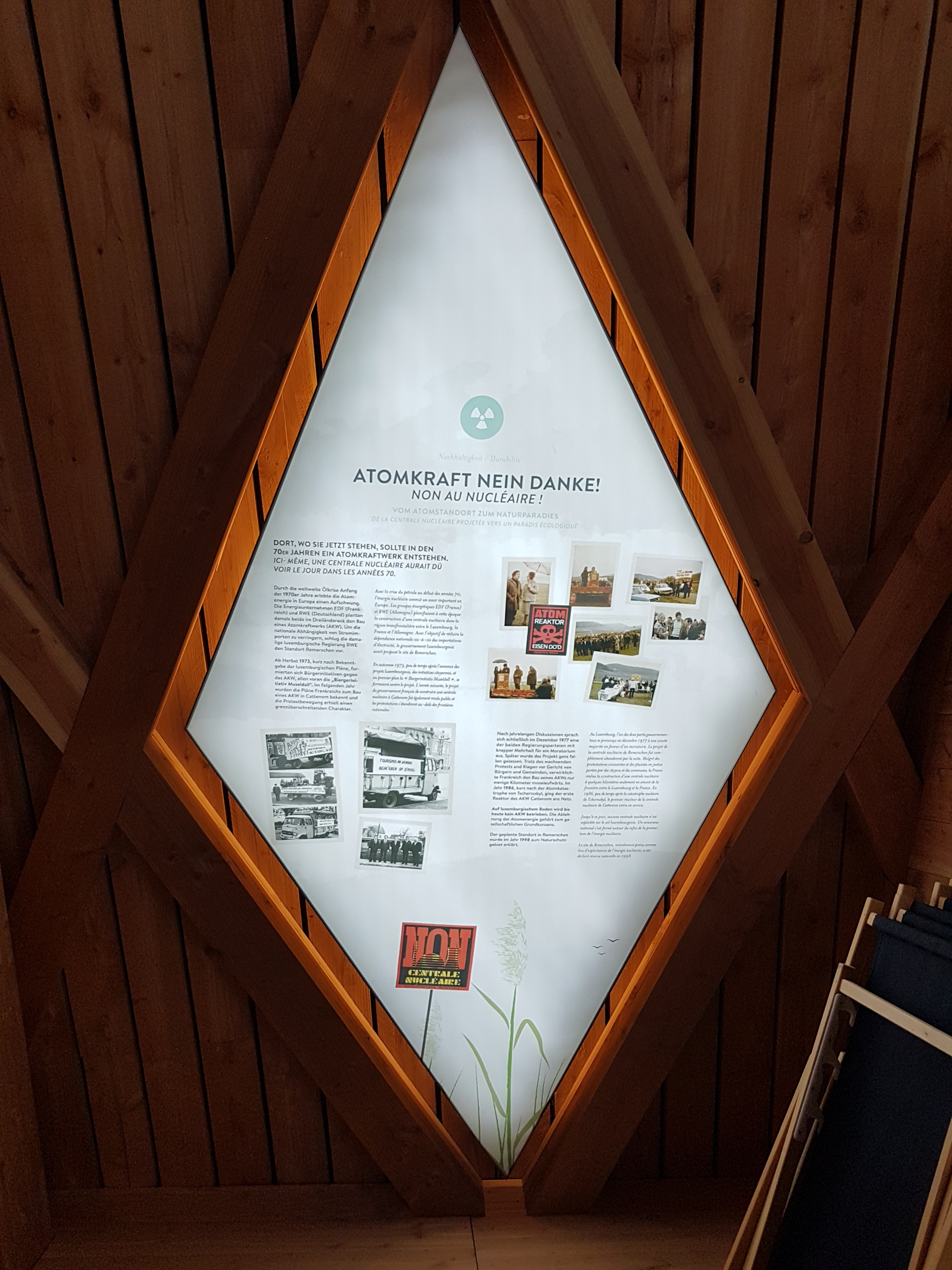
Informationstafel im Biodiversum über das damals geplante Atomkraftwerk

Das Kernkraftwerk Remerschen mit einer Leistung von 1300 Megawatt mit Druckwasserreaktor wurde 1973 geplant und sollte 1981 in Betrieb gehen, wurde aber nicht realisiert. Es wäre das erste Kernkraftwerk in Luxemburg gewesen. Es stand bereits in der Planungsphase in Konkurrenz zum realisierten Kernkraftwerk Cattenom (Bau durch Électricité de France, EdF, in der Gemeinde Cattenom, Frankreich).
Das luxemburgische Projekt wurde auch von der deutschen Regierung, den Ministerpräsidenten aus dem Saarland (Franz-Josef Röder) und Rheinland-Pfalz (Helmut Kohl), unterstützt und sollte etwa 1,5 Milliarden Deutsche Mark kosten, wobei mindestens 50 % der erzeugten elektrischen Energie nach Deutschland geliefert werden sollten.

## Geschichte
Luxemburg unterzeichnete am 25. März 1957 zusammen mit fünf anderen europäischen Staaten den Vertrag zur Europäischen Atomgemeinschaft (EURATOM). Seit 1958 ist Luxemburg auch Mitglied der Internationalen Atomenergie-Organisation (IAEO).
1973 begannen Planungen, in Remerschen ein Kernkraftwerk zu errichten. Im November 1973 informierte die RWE die deutsche Bundesregierung, dass mit der luxemburgischen Regierung eine Einigung erzielt wurde, ein Kernkraftwerk auf luxemburgischem Territorium zu bauen.
Am 30. Januar 1974 wurde die Societe Luxembourgeoise d’Energie Nucleaire S.A. (SENU) als Aktiengesellschaft luxemburgischen Rechts für die Planung, Errichtung und Betrieb dieses Kernkraftwerks gegründet. Am 17. Juni 1973 wurde eine Kaufabsichtserklärung mit dem Konsortium: Brown, Boveri und Cie. AG (BBC), Babcock – Brown Boveri Reaktor GmbH (BBR) und Hochtief AG, unterzeichnet.
Bereits 1973 formierte sich Widerstand gegen das geplante Kernkraftwerk Remerschenn. Auch gegen das Kernkraftwerk Cattenom bestanden seit Beginn der Planungen bis Mitte der 1990er Jahre erhebliche Bedenken und Widerstand im französischen, luxemburgischen, deutschen und insbesondere im saarländischen Umland, die durch die erfolgreiche Verhinderung des Kernkraftwerkes Remerschen Auftrieb erhielten. Im Januar 1976 stellte sich der Gemeinderat von Remerschen gegen den Bau des Kraftwerks. Am 11. Dezember 1977 stimmte die sozialistische Partei LSAP mit knapper Mehrheit für ein Moratorium und im Dezember 1978 erhielt die luxemburgische Regierung keine Mehrheit im Parlament für den Bau des Kernkraftwerks. Das Projekt wurde 1979 endgültig verworfen.

## Standort
Der Standort Remerschen war aufgrund seiner Lage im Dreiländereck Frankreich-Luxemburg-Deutschland und wegen der geringen Bevölkerungsdichte vorgeschlagen worden.
Heute befindet sich dort ein Naturschutz- und Naherholungsgebiet im Ortsteil Remerschen in der Gemeinde Schengen und das "Biodiversum – Camille Gira" (früher: Centre Nature et Forêt Biodiversum).

## Technische Daten
Das Kernkraftwerk Remerschen sollte weitgehend baugleich mit dem damals in Bau befindlichen Kernkraftwerk Mülheim-Kärlich sein (siehe technische Daten des inzwischen stillgelegten Kernkraftwerk Mülheim-Kärlich).